# Неозавроподы
Неозавропо́ды (лат. Neosauropoda) — общее название группы преимущественно позднеюрских и меловых представителей завропод. Включает в себя две клады: Diplodocoidea и Macronaria. Характеризуются большим размером тела, маленьким черепом, длинной шеей и хвостом, а также четырьмя массивными столбообразными конечностями.
Типичный базальный неозавропод — это род гаплокантозавр. Он обитал на нашей планете примерно 155 миллионов лет назад, в эпоху позднего юрского периода. К неозавроподам относятся и более поздние ящеры, как то: диплодоки, апатозавр, брахиозавр.
Таксон был выделен в 1986 году палеонтологом Хосе Фернандо Бонапарте для обозначения представителей крупнотелых завропод, которые существенно отличаются от более ранних форм, которых он назвал «Eosauropoda».

## Особенности
Неозавроподы, как правило, были очень крупными четвероногими растительноядными животными. Почти у всех представителей этой группы телосложение было одинаковым, и характерными признаками такового являлись очень длинная шея и хвост, массивное, бочкообразное тело, столбовидные конечности и совсем небольших размеров голова. Тем не менее, размах размеров, которые имеют динозавры, относящиеся к этой группе, очень велик — от шести метров у европазавра, обнаруженного на одном из островов, принадлежащих Германии, до 30 метров в длину и предполагаемой массой более чем в 70 тонн у таких гигантских форм, как аргентинозавр, но столь огромные размеры всё же фактические, поскольку специалистам удаётся сделать только неполные, фрагментарные находки, и о габаритах таких ящеров судить можно пока только приблизительно.
Любопытно, что старые рисунки, запечатлевшие этих созданий (особенно диплодоцид и титанозавров) во время объедания листвы с деревьев, изображают их крайне похожими на жирафов: с шеями, вытянутыми вертикально вверх, и совсем маленьким, свешенным вниз хвостом. В настоящее же время считается, что их шеи находились в гораздо более горизонтальном положении относительно земли. Шея их могла быть всё же в той или иной мере смещена в вертикальном или боковом направлении, но это зависит от самих конкретных разновидностей этих ящеров и особенностей строения их позвоночника. А почти полное отсутствие отпечатков хвоста в окаменелых следах говорит о том, что они держали его над землёй.

## Эволюция
Происхождение и ранняя диверсификация неозавропод — одна из самых спорных тем в эволюции завропод. В средней юре среди завроподов доминируют представители группы Eusauropoda (более ранние формы, не относящиеся к неозавроподам). Наиболее известные таксоны неозавропод широко распространены во времена поздней юры на территории Лавразии и Гондваны (например, диплодоциды и некоторые базальные макронарии), однако достоверные неозавроподы средней юры редко встречаются в летописи окаменелостей. Одними из самых ранних неозавропод являются Lingwulong (поздний бат — ранний келловей), а также Cetiosauriscus stewarti (келловей). Помимо них род Atlasaurus определяется как «базальный» представитель либо диплодоцид, либо макронарий, в то же время некоторые исследования обнаруживают его вне клады Neosauropoda. Помимо этого, в некоторых регионах бывшей Пангеи также сообщалось о находках фрагментарных материалов неозавропод средней юры — были найдены ископаемые остатки на территории Великобритании и Европейской части России (все датированы келловейским ярусом) и Индии (байосский ярус), что дополнительно подтверждает раннюю диверсификацию неозавропод и связанные с этим события расселения. Сообщалось также о находках из Патагонии и Мадагаскара (все датированы средней юрой), обладающих некоторыми сходствами с неозавроподами, что, возможно, указывает на происхождение и раннее разнообразие неозавропод в этот период. Таким образом, хотя неозавроподы не имеют глобального распространения в средней юре по сравнению с их расцветом в поздней юре, это может дополнительно указывать на то, что время их происхождения и первоначальной диверсификации могло быть уже в конце ранней юры. Наиболее возможный период массового расселения приходится на времена батского века или ранее, когда уровень моря был относительно низок.

## Систематика

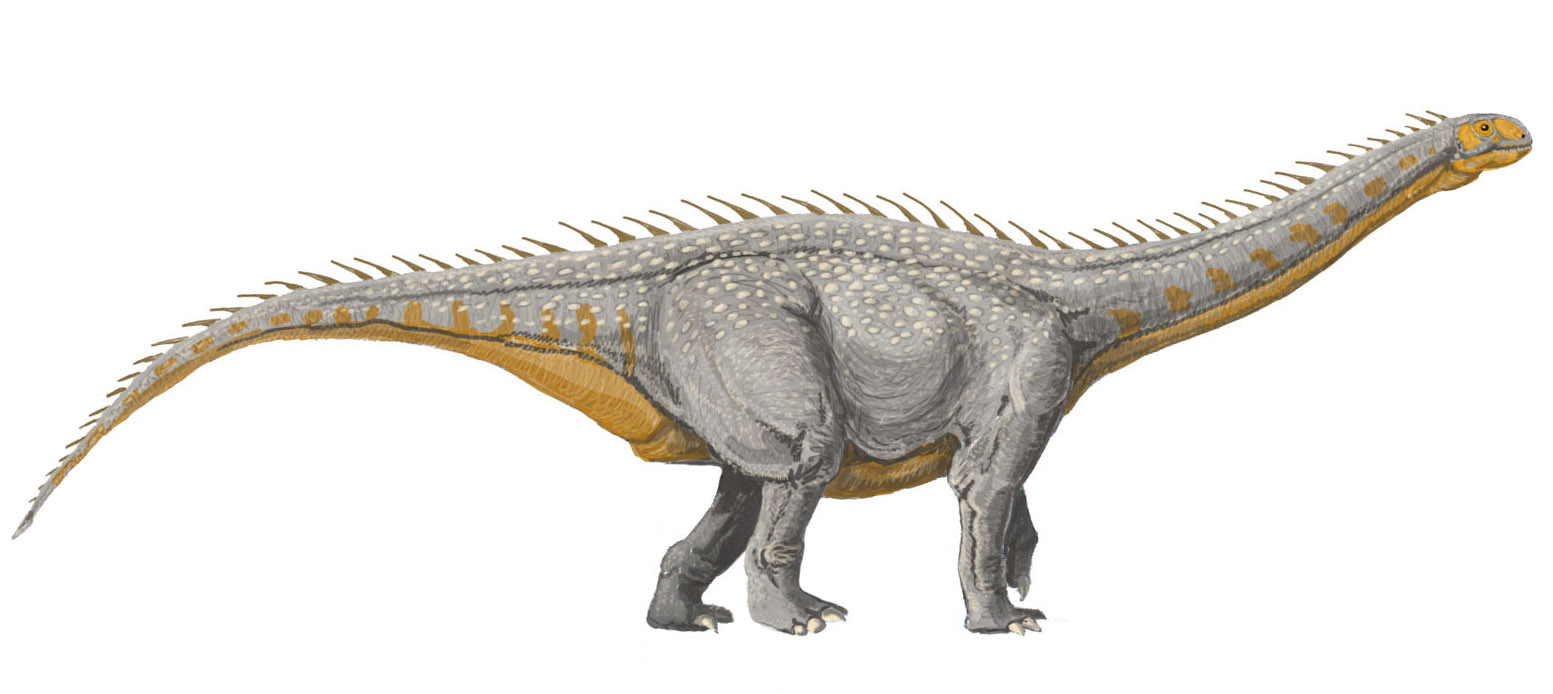
Реконструкция барапазавра

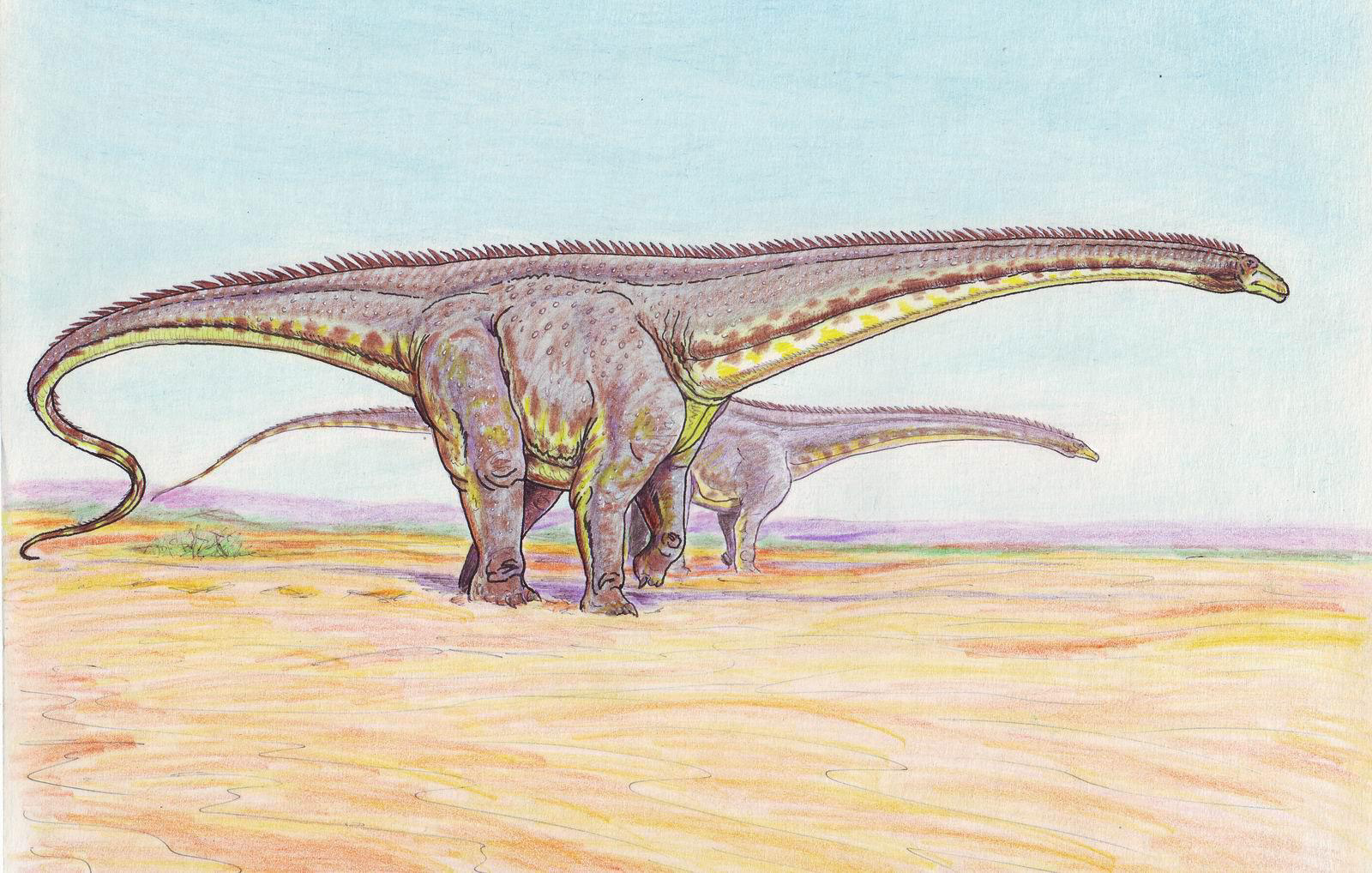
Реконструкция Diplodocus longus

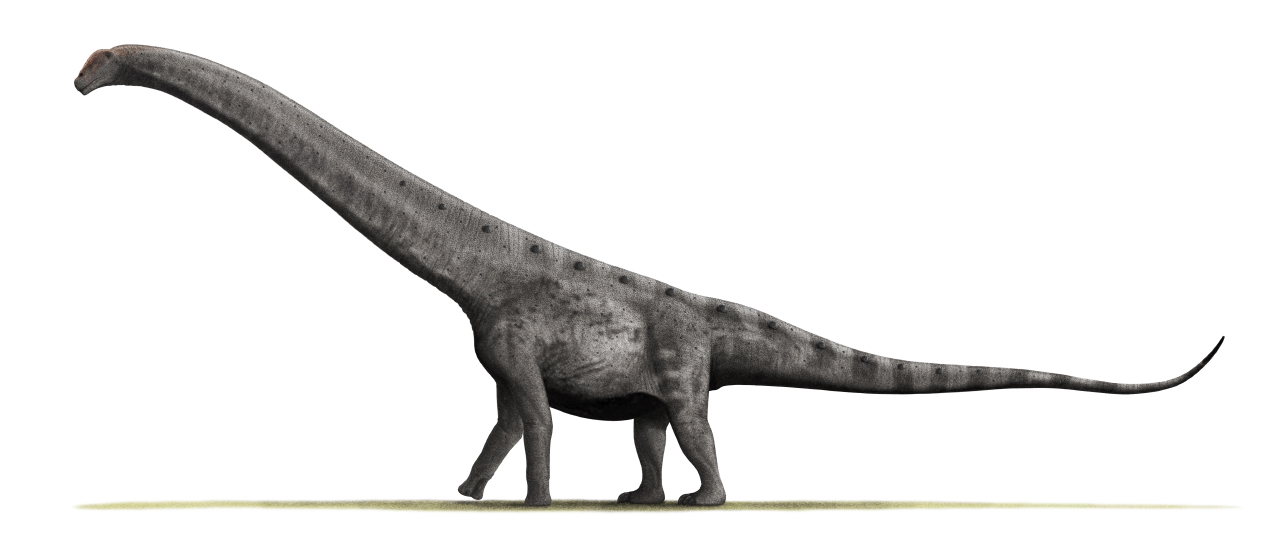
Реконструкция аргентинозавра

В 1998 году Джеффри Уилсон и Пол Серено определили группу как наименее инклюзивную кладу, содержащая Saltasaurus loricatus и Diplodocus longus.

### Внешняя систематика
Приведённая ниже кладограмма показывает внешнюю систематику неозавропод, или, иными словами, внутреннюю систематику эузавропод — упрощённый вариант работы, выполненной Апчёрчем с коллегами в 2004 году:

|  | Shunosaurus                                                  |
|  |                                                              |
|  | \| \| Barapasaurus \| \| \| \| \| \| Cetiosaurus \| \| \| \| |
|  |                                                              |
|  | Neosauropoda                                                 |
|  |                                                              |
|  | Barapasaurus                                                 |
|  |                                                              |
|  | Cetiosaurus                                                  |
|  |                                                              |

|  | Barapasaurus |
|  |              |
|  | Cetiosaurus  |
|  |              |

|  | Shunosaurus                                                  |
|  |                                                              |
|  | \| \| Barapasaurus \| \| \| \| \| \| Cetiosaurus \| \| \| \| |
|  |                                                              |
|  | Neosauropoda                                                 |
|  |                                                              |
|  | Barapasaurus                                                 |
|  |                                                              |
|  | Cetiosaurus                                                  |
|  |                                                              |

|  | Barapasaurus |
|  |              |
|  | Cetiosaurus  |
|  |              |

### Внутренняя систематика
Ниже приведена кладограмма, выполненная палеонтологом Апчёрчем и его коллегами в 2004 году и показывающая внутреннюю систематику неозавропод:

|  | Diplodocidae     |
|  |                  |
|  | Dicraeosauridae  |
|  |                  |
|  | Rebbachisauridae |
|  |                  |

|                   | Camarasauridae                                                   |
|                   |                                                                  |
| Titanosauriformes | \| \| Brachiosauridae \| \| \| \| \| \| Titanosauria \| \| \| \| |
|                   | \| \| Brachiosauridae \| \| \| \| \| \| Titanosauria \| \| \| \| |
|                   | Brachiosauridae                                                  |
|                   |                                                                  |
|                   | Titanosauria                                                     |
|                   |                                                                  |

|  | Brachiosauridae |
|  |                 |
|  | Titanosauria    |
|  |                 |

|  | Diplodocidae     |
|  |                  |
|  | Dicraeosauridae  |
|  |                  |
|  | Rebbachisauridae |
|  |                  |

|                   | Camarasauridae                                                   |
|                   |                                                                  |
| Titanosauriformes | \| \| Brachiosauridae \| \| \| \| \| \| Titanosauria \| \| \| \| |
|                   | \| \| Brachiosauridae \| \| \| \| \| \| Titanosauria \| \| \| \| |
|                   | Brachiosauridae                                                  |
|                   |                                                                  |
|                   | Titanosauria                                                     |
|                   |                                                                  |

|  | Brachiosauridae |
|  |                 |
|  | Titanosauria    |
|  |                 |

Принадлежность цетиозаврид к неозавроподам всё еще обсуждается, так как они могут быть их исходными формами. Поэтому они считаются парафилетическими.